# Заря (Клинцовский район, Красная Заря)
Заря (Красная Заря)—  поселок в Клинцовском районе Брянской области в составе  Коржовоголубовского сельского поселения.

## География
Красная Заря находится в западной части Брянской области на расстоянии менее 1 км на восток по прямой от районного центра города Клинцы.

## История
Упоминался с 1930-х годов. На карте 1941 года показан как Красная Заря с 12 дворами.

## Население
Численность населения: 82 человека (2002), 89 человек (2010), 91 человека (2013), 72 человека (2017), 62 человека (2021).
Будет упразднен как фактически не существующий в связи с переселением всех жителей на постоянное место жительства в другие населённые пункты.